# Тенлик
Тенлик (каз. Теңлік) — село в Ескельдинском районе Жетысуской области Казахстана. Входит в состав Кокжазыкского сельского округа. Код КАТО — 196439300.

## Население
В 1999 году население села составляло 226 человек (105 мужчин и 121 женщина). По данным переписи 2009 года, в селе проживало 186 человек (97 мужчин и 89 женщин).